# 정책학 박사
정책학 박사(政策學 博士)는 대학원 관련 학위이다. 이 학위로써 사회과학 대학 예하 정책학 교수직원 직위를 지내는 것이 대표적이다.